# Condado de Riverside
El condado de Riverside (en inglés: Riverside County) es un condado del estado de California, Estados Unidos. Tiene una población estimada, a mediados de 2023, de 2 492 442 habitantes.
La sede del condado es Riverside.

## Geografía
Según la Oficina del Censo, el condado tiene una superficie total de 18 910 km², de los cuales 18 670 km² corresponden a tierra firme y 240 km² están cubiertos de agua.

### Límites del Condado
| Noroeste: San Bernardino       | Norte: San Bernardino | Nordeste: La Paz (Arizona) |
| Oeste: Orange                  |                       | Este: La Paz (Arizona)     |
| Suroeste: Condado de San Diego | Sur: Imperial         | Sureste: Yuma              |

## Demografía
Según el censo de 2020, en ese momento el condado tenía una población de 2 418 185 habitantes. La densidad de población era de 130 hab./km². Había 848 549 viviendas, lo que implica una densidad de 45/km².
| Raza                   | Núm.      | Porc.   |
| ---------------------- | --------- | ------- |
| Blancos                | 995 627   | 41.17%  |
| Afroamericanos         | 156 477   | 6.47%   |
| Amerindios             | 43 808    | 1.81%   |
| Asiáticos              | 171 243   | 7.08%   |
| Isleños del Pacífico   | 8116      | 0.34%   |
| Otras razas            | 637 243   | 26.35%  |
| De una mezcla de razas | 405 671   | 16.78%  |
| Total                  | 2 418 185 | 100.00% |

Del total de la población, el 49.72% eran hispanos o latinos de cualquier raza.

### Estimación 2018-2022
De acuerdo con la estimación 2018-2022 de la Oficina del Censo, los ingresos medios de los hogares del condado son de $86 748 y los ingresos medios de las familias son de $96 852. Los ingresos per cápita en los últimos doce meses, medidos en dólares de 2022, son de $35 356. Alrededor del 10.7% de la población está por debajo de la línea de pobreza.

## Transporte

### Principales autopistas
| - Interestatal 10 - Interestatal 15 - Interestatal 215 - U.S. Route 95 - Historic U.S. Route 99 | - Ruta Estatal 60 - Ruta Estatal 62 - Ruta Estatal 71 - Ruta Estatal 74 - Ruta Estatal 78 - Ruta Estatal 79 | - Ruta Estatal 86 - Ruta Estatal 91 - Ruta Estatal 111 - Ruta Estatal 177 |

## Transporte público
Las agencias principales de transporte público en el Condado de Riverside son la Agencia de Transportes de Riverside en el oeste y SunLine en el Valle Coachella. También hay servicio de Metrolink en nueve estaciones.

## Comunidades

### Ciudades
| - Banning - Beaumont - Blythe - Calimesa - Canyon Lake - Cathedral City - Coachella - Corona - Desert Hot Springs - Eastvale - Hemet - Indian Wells - Indio - Jurupa Valley | - Lake Elsinore - La Quinta - Menifee - Moreno Valley - Murrieta - Norco - Palm Desert - Palm Springs - Perris - Rancho Mirage - Riverside - San Jacinto - Temecula - Wildomar |

### Lugares designados por el censo (census-designated places,CDP)
| - Anza - Base de March de la Reserva Aérea - Bermuda Dunes - Cabazon - Cherry Valley - Coronita - Desert Center - Desert Edge - Desert Palms - East Hemet - El Cerrito - El Sobrante - French Valley - Garnet - Good Hope | - Green Acres - Highgrove - Home Gardens - Homeland - Idyllwild-Pine Cove - Indio Hills - Lake Mathews - Lake Riverside - Lakeland Village - Lakeview - Mead Valley - Meadowbrook - Mecca - Mesa Verde - Mountain Center | - North Shore - Nuevo - Oasis - Ripley - Romoland - Sage - Sky Valley - Temescal Valley - Thermal - Thousand Palms - Valle Vista - Vista Santa Rosa - Warm Springs - Whitewater - Winchester - Woodcrest |

### Localidades
- Aguanga
- Chiriaco Summit
- Sun City